# بژژنیتسا (استان اشوی‌داشکسیه)
بژژنیتسا (به لهستانی: Brzeźnica) یک منطقهٔ مسکونی در لهستان است که در گمینا گووارچوو واقع شده‌است. بژژنیتسا ۱۲۰ نفر جمعیت دارد.